# José Manuel Albares

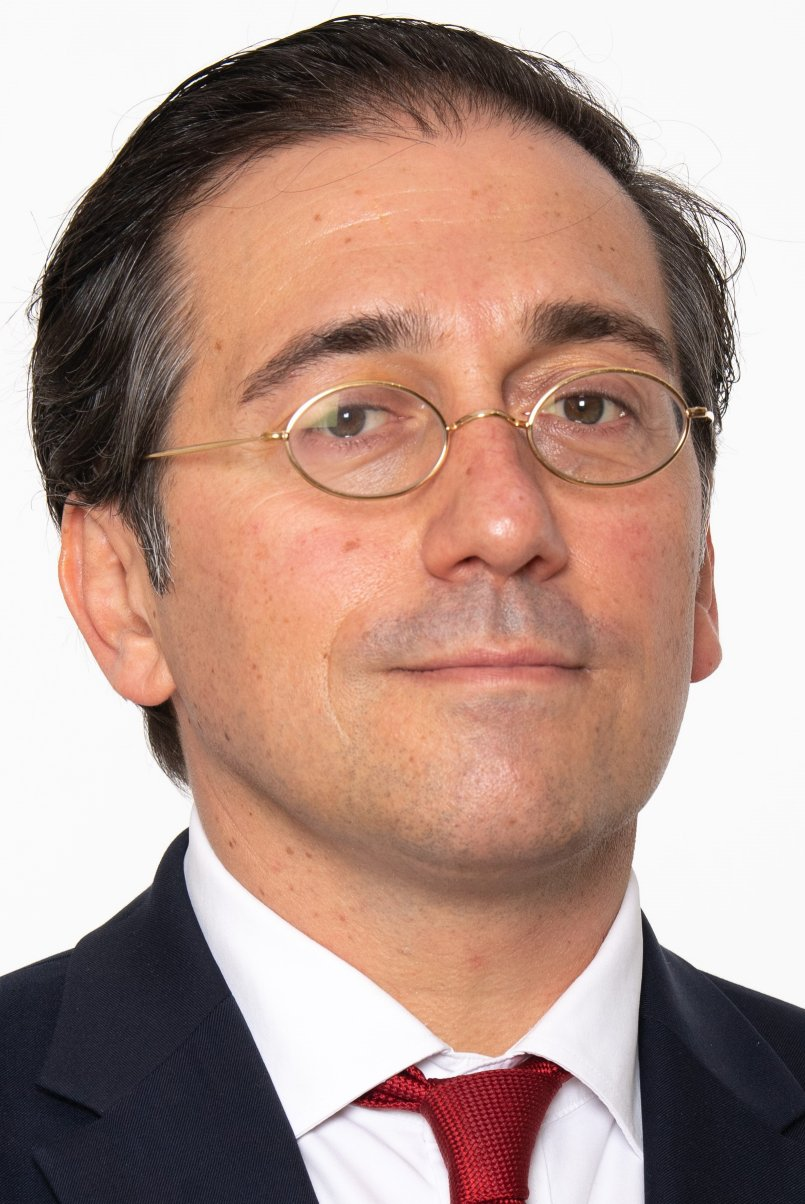
José Manuel Albares (2021)

José Manuel Albares Bueno (* 22. März 1972 in Madrid) ist ein spanischer Diplomat, Politiker der Partido Socialista Obrero Español und seit Mai 2021 Außenminister von Spanien.

## Leben und Karriere
Albares stammt aus dem Bezirk Usera in Madrid. Er studierte Rechts- und Wirtschaftswissenschaften an der Universidad de Deusto.
Seine diplomatische Laufbahn begann als Konsul in Bogotá und Berater der spanischen Vertretung bei der Organisation für wirtschaftliche Zusammenarbeit und Entwicklung in Paris. Er war auch Gründer des Thinktanks Círculo de Reflexión Internacional (CRI), welcher sich mit außenpolitischen Fragen und internationalen Beziehungen beschäftigte. 2015 engagierte er sich im Wahlkampf des Kandidaten Pedro Sánchez und war an der Ausarbeitung des Wahlprogramms der Partido Socialista Obrero Español beteiligt. Danach war er zeitweise als Kulturattaché in der spanischen Botschaft in Paris beschäftigt. 
Nachdem Mariano Rajoy im Juni 2018 per Misstrauensvotum im Parlament sein Amt als Ministerpräsident verloren hatte, wurde Sanchéz dessen Nachfolger. Albares wurde im Zuge dieser Regierungsumbildung am 21. Juni 2018 zum Generalsekretär für internationale Angelegenheiten, Europäische Union, G20 und globale Sicherheit ernannt. Dieses Amt behielt er bis zum 29. Januar 2020. Von Februar 2020 bis Juli 2021 war er spanischer Botschafter in Frankreich und ab Mai 2020 auch Botschafter von Monaco. Am 12. Juli 2021 wurde er zum neuen Minister für Äußeres, Europäische Union und Entwicklungshilfe im Kabinett Sánchez II ernannt und damit Nachfolger von Arancha González.